# Kanton Lannion
Kanton Lannion (fr. Canton de Lannion) je francouzský kanton v departementu Côtes-d'Armor v regionu Bretaň. Tvoří ho pět obcí.

## Obce kantonu
- Caouënnec-Lanvézéac
- Lannion
- Ploubezre
- Ploulec'h
- Rospez